# Downtown Dubai

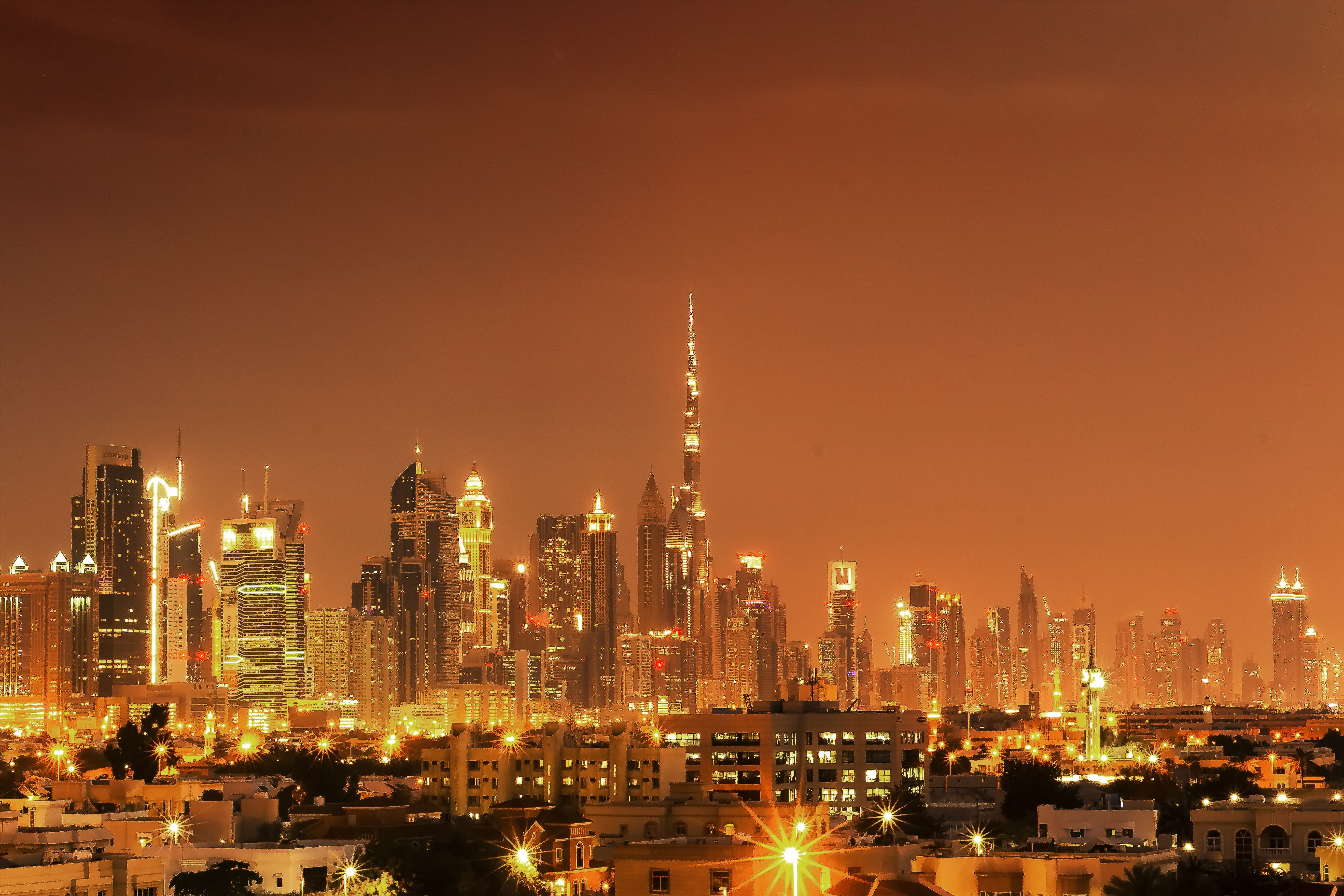
Downtown Dubai về đêm

Downtown Dubai (tiếng Ả Rập: داون تاون دبي), trước đây có tên là Downtown Burj Dubai, là một khu phức hợp quy mô lớn ở thành phố Dubai, Các tiểu vương quốc Ả Rập thống nhất. Đây là khu vực tập trung một số địa danh lớn nhất, nổi tiếng nhất của thành phố bao gồm tòa tháp Burj Khalifa, Dubai Mall (Trung tâm mua sắm Dubai) và Dubai Fountain (Đài phun nước Dubai). Khu vực này có diện tích 2 kilômet vuông với chi phí ước tính 20 tỷ đô la Mỹ (73 tỷ AED) sau khi hoàn thành.
Khu phức hợp nằm dọc theo đường E 11 (đường Sheikh Zayed), đối diện khu phức hợp Al Wasl ở phía Tây Bắc. Nó được bao quanh phía Nam bởi Vịnh Business và phía Đông Bắc bởi đường Financial Center, tiếp giáp khu Za'abeel 2 và Trade Center 2.
Khu phức hợp chia thành 11 dự án. Tòa nhà chọc trời Burj Khalifa, Dubai Fountain (Đài phun nước Dubai), Dubai Mall (Trung tâm mua sắm Dubai), Công viên Burj Park Island và Khách sạn The Address Downtown Dubai nằm ở trung tâm khu phức hợp. Old Town và Old Town Island chủ yếu là các tòa nhà dân cư thấp tầng, các khách sạn và khu mua sắm Souq Al Bahar. Đại lộ Emaar, The Residences và South Ridge là các tòa tháp dân cư cao tầng. Emaar Square là một khu phức hợp văn phòng thấp tầng.

## Các địa danh

### Burj Khalifa
Burj Khalifa là 1 dự án ở trung tâm của Downtown Dubai. Với độ cao 828 m, đây là tòa nhà cao nhất thế giới và là cấu trúc nhân tạo cao nhất từng được xây dựng. Quá trình xây dựng bắt đầu vào ngày 21 tháng 9 năm 2004, và đã hoàn thành và sẵn sàng đón khách tham quan vào ngày 4 tháng 1 năm 2010. Burj Khalifa được ước tính có chi phí xây dựng là 1,5 tỷ USD. Ngoài việc là tòa nhà cao nhất thế giới, Burj Khalifa nắm giữ sáu kỷ lục thế giới khác, bao gồm 'cấu trúc độc lập cao nhất thế giới', 'thang máy với khoảng cách chạy dài nhất thế giới' và 'số tầng nhiều nhất thế giới'.'.

### Dubai Mall (Trung tâm mua sắm Dubai)

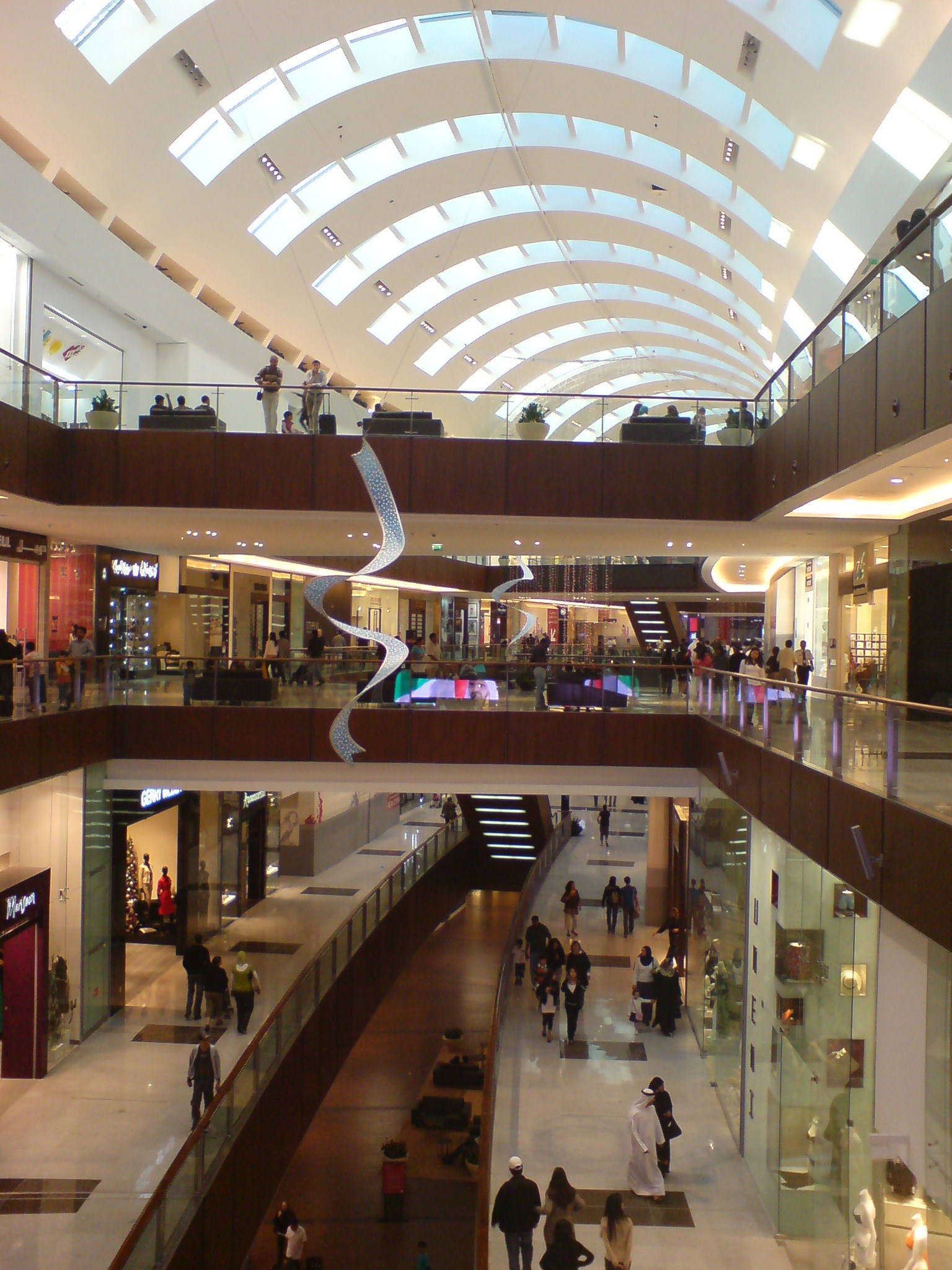
Bên trong Trung tâm thương mại Dubai

Dubai Mall là trung tâm mua sắm lớn nhất thế giới theo diện tích. Đây là ngôi nhà của 1.200 cửa hàng cùng với nhiều điểm tham quan, bao gồm sân trượt băng chuẩn Olympic, hồ cá và vườn thú dưới nước và một số hạng mục khác. Lối vào trung tâm mua sắm được nằm ở phố Doha, được xây dựng lại thành hai đường dẫn vào trung tâm vào tháng 4 năm 2009. Sau hai lần bị trì hoãn, Trung tâm thương mại Dubai chính thức khai trương vào ngày 4 tháng 11 năm 2008, với khoảng 600 nhà bán lẻ khác nhau trên khắp thế giới. Mặc dù vậy nó vẫn không sánh nổi với một số trung tâm thương mại lớn trên thế giới khác như là West Edmonton Mall ở Canada, New South China Mall của Trung Quốc và những khu trung tâm mua sắm khác.

### Dubai Fountain (Đài phun nước Dubai)
Một hệ thống đài phun nước với chi phí 800 triệu UAE Dirham (217 triệu đô la Mỹ) đã thiết lập kỷ lục đài phun nước lớn nhất thế giới, được thiết kế bởi WET Design, công ty có trụ sở tại California chịu trách nhiệm về các đài phun nước tại hồ ở Khách sạn Bellagio ở Las Vegas. Được chiếu sáng bởi 6.600 đèn chiếu sáng và 50 máy chiếu màu, nó dài 275 m và có thể phun nước cao 150 m lên không trung, kèm theo nền nhạc cổ điển và đương đại Ả Rập và thế giới. Vào ngày 26 tháng 10 năm 2008, Emaar đã công bố, dựa trên kết quả của cuộc thi đặt tên, đài phun nước sẽ được đặt tên là Đài phun nước Dubai.

### Đại lộ thời trang
Vào tháng 3 năm 2018, Emaar Malls tiết lộ một phần mở rộng mới của The Dubai Mall dành riêng cho thời trang và mua sắm sang trọng. Đại lộ Thời trang rộng 40 mét vuông vuông cung cấp hơn 150 thương hiệu uy tín, bao gồm Burberry, Cartier, Miu Miu, Prada, Gucci, Mikimoto, Faberge, Valentino, Christian Louboutin, v.v.

### The Address Downtown Dubai
The Address Downtown Dubai là một tòa nhà chọc trời, cao 306.2 mét nằm dọc theo Dubai Mall, Old Town và hồ Burj Khalifa ở Dubai. Tòa tháp là một tổ hợp khách sạn và nhà ở này có tổng cộng 63 tầng. Tòa tháp là một cấu trúc chính trong sự phát triển của Downtown Dubai. Vào tháng 9 năm 2008, tòa tháp được khánh thành.

### Dubai Opera
Vào tháng 8 năm 2016, Emaar đã khai trương Dubai Opera, một trung tâm nghệ thuật biểu diễn đa năng, rộng 2.000 chỗ ngồi nằm trong Quận Opera của Downtown Dubai. Theo phong cách Ả Rập cổ điển, dự án được phát triển bởi Emaar Properties phối hợp với kiến trúc sư Janus Rostock. Nó tổ chức một loạt các buổi biểu diễn đến từ các nước trên thế giới, bao gồm nhà hát, opera, múa ba lê, buổi hòa nhạc, nhạc kịch, chương trình hài kịch và các sự kiện theo mùa khác nhau. Kế hoạch của nó đã được công bố bởi Sheikh Mohammed bin Rashid Al Maktoum vào tháng 3 năm 2012. Nó được khai trương vào ngày 31 tháng 8 năm 2016 với một màn biểu diễn của Plácido Domingo.

### Đại lộ Sheikh Mohammed bin Rashid
Bao quanh Downtown Dubai, con đường 3,5 km trước đây được gọi là Đại lộ Emaar dựa theo tên nhà phát triển của khu vực. Vào tháng 12 năm 2012, Emaar đổi tên thành đại lộ để vinh danh Ngài Hoàng thân Mohammed bin Rashid Al Maktoum, Phó Tổng thống và Thủ tướng Các Tiểu vương quốc Ả Rập thống nhất và tiểu vương (emir) Dubai. Đại lộ nổi tiếng với một loạt các nhà hàng, quán cà phê và triển lãm nghệ thuật ngoài trời đầy ấn tượng của Art Emaar, một sáng kiến văn hóa của Emaar Properties.

### Gala năm mới
Được tổ chức tại trung tâm Downtown Dubai hàng năm, Gala của năm mới của Dubai là một trong những sự kiện nổi tiếng nhất ở Dubai. Lễ kỷ niệm thường bao gồm một màn bắn pháo hoa lớn và tập hợp hàng trăm nghìn cư dân và khách du lịch. Năm 2018, chủ sở hữu của Burj Khalifa và chủ trì sự kiện này, Emaar đã tổ chức một buổi chiếu sáng đặc biệt và chương trình laze 'Light Up 2018' mang đến hơn một triệu lượt người truy cập và đạt hơn 2,5 tỷ lượt người xem chương trình truyền hình trực tiếp và phát trực tiếp trên mạng xã hội. 'Light Up 2018' đã phá vỡ kỷ lục thế giới về 'chương trình âm thanh và ánh sáng lớn nhất trên một tòa nhà duy nhất'.

### Forte Towers
Vào tháng 5 năm 2015, Emaar đã công bố dự án tháp đôi được gọi là Forte Towers - một trong số đó những tòa nhà cao 70 tầng để nó trở thành tòa tháp cao thứ ba trong khu vực.

### Mada Residences (Khu căn hộ Mada)
Mada Residences là tòa tháp cao 36 tầng tại Downtown Dubai do ARTAR, một công ty quy hoạch kỳ cựu của Ảrập Xêút. Nó cung cấp các căn hộ từ 1, 2, 3 đến 4 phòng ngủ rộng rãi nhất trong toàn bộ trung tâm thành phố. Nằm trong bán kính chỉ 1 phút đi bộ từ trung tâm mua sắm Dubai Mall, Mada Residences cung cấp tất cả các tiện ích hiện đại.

### Burj Vista
Theo một bài báo vào năm 2013, Emaar đã đưa ra hai tòa tháp được thiết kế giống hệt nhau nằm trên Đại lộ Muhammad Bin Rashid ở Downtown Dubai. Một tòa tháp cao 20 tầng và một tòa tháp khác là 65 tầng. Cả hai tòa tháp có tất cả 640 căn hộ. Burj Vista có sân hiên xa hoa mở ra tầm nhìn tuyệt đẹp ra đường chân trời của thành phố. Hoàn thành và bàn giao vào tháng 2 năm 2018.

### Tàu điện Dubai
Dài 7 km, nó là một trong những loại hình giao thông trong khu vực. Vốn đầu tư ban đầu trị giá 500 triệu AED (hơn 136 triệu USD) tuy nhiên do chậm trễ nên vốn đã tăng lên. Tàu điện Dubai khai trương đón khách vào năm 2011-2012.

### The Address Dubai Mall
Là một phần của Trung tâm thương mại Dubai. Công trình bắt đầu xây dựng năm 2008.

### Grande
Vào tháng 9 năm 2018, SSH đã được Emaar chọn và được đặt tại Quận Opera của WSP Burj Park Lake Dubai. Tháp 78 tầng và 866 căn hộ, dự kiến hoàn thành ngày 30 tháng 6 năm 2022.